# طواف إيطاليا 1982
طواف إيطاليا 1982 هو سباق دراجات هوائية أقيم في إيطاليا بتاريخ 13 مايو - 6 يونيو، تكون السباق من 22 مرحلة وامتدّ لمسافة 4010.5 كم بسرعة 36.444 كم/س، استغرق السباق 110 ساعة 07 دقيقة 55 ثانية. فاز به الفرنسي بيرنار إينو.

## الترتيب
| م                     | الدرّاج      | البلد | الزمن                      |
| --------------------- | ----------- | ----- | -------------------------- |
| الفائز بالترتيب العام | بيرنار إينو | فرنسا | 110 ساعة 07 دقيقة 55 ثانية |